# George H. Wilson

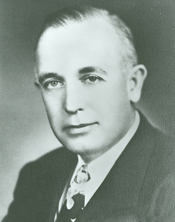
George H. Wilson

George Howard Wilson (* 21. August 1905 in Mattoon, Illinois; † 16. Juli 1985 in Enid, Oklahoma) war ein US-amerikanischer Politiker. Zwischen 1949 und 1951 vertrat er den achten Wahlbezirk des Bundesstaates Oklahoma im US-Repräsentantenhaus.

## Werdegang
George Wilson zog in jungen Jahren mit seinen Eltern nach Enid in Oklahoma. Dort besuchte er die öffentlichen Schulen einschließlich der Phillips University, die er im Jahr 1926 absolvierte. Nach einem Jurastudium an der University of Michigan und der University of Oklahoma wurde er 1929 als Rechtsanwalt zugelassen. Daraufhin begann er in Enid in seinem neuen Beruf zu arbeiten. Zwischen 1934 und 1938 war Wilson als Sonderermittler für das FBI tätig; von 1939 bis 1942 war er juristischer Vertreter der Stadt Enid. Während des Zweiten Weltkriegs diente er als Oberst im juristischen Dienst der US Army. Dabei war er im südatlantischen Raum eingesetzt.
Politisch war Wilson Mitglied der Demokratischen Partei. 1948 wurde er als deren Kandidat in das US-Repräsentantenhaus in Washington, D.C. gewählt, wo er am 3. Januar 1949 die Nachfolge von Ross Rizley von der Republikanischen Partei antrat. Da er aber bereits bei den folgenden Wahlen dem Republikaner Page Belcher unterlag, konnte George Wilson bis zum 3. Januar 1951 nur eine Legislaturperiode im Kongress absolvieren.
Nach seiner Zeit im Kongress war Wilson 1951 Leiter der Kriminalpolizei des Staates Oklahoma und von 1952 bis 1968 Richter im Garfield County. Im Jahr 1968 wurde er Präsident einer juristischen Tagung in Oklahoma. 1969 wurde Wilson Vorsitzender Richter des ersten Gerichts im vierten Gerichtsbezirk.